# Jardin public d'Alep
Le jardin public d'Alep (الحديقة العامة بحلب) est un parc urbain de 17 hectares situé à Alep, deuxième ville de Syrie par son importance, au nord du pays. il se trouve dans le quartier de la gare de Bagdad entre le district d'al-Djamiliyeh et celui d'al-Aziziyeh. Il est bordé à l'est par la rue Majdaldi al-Djabiri, la rue Kamel al-Ghazzi à l'ouest, la place Saadallah al-Djabiri au sud (et au-delà la rue du roi Fayçal). Il est traversé par la rivière Qouweiq.

## Histoire

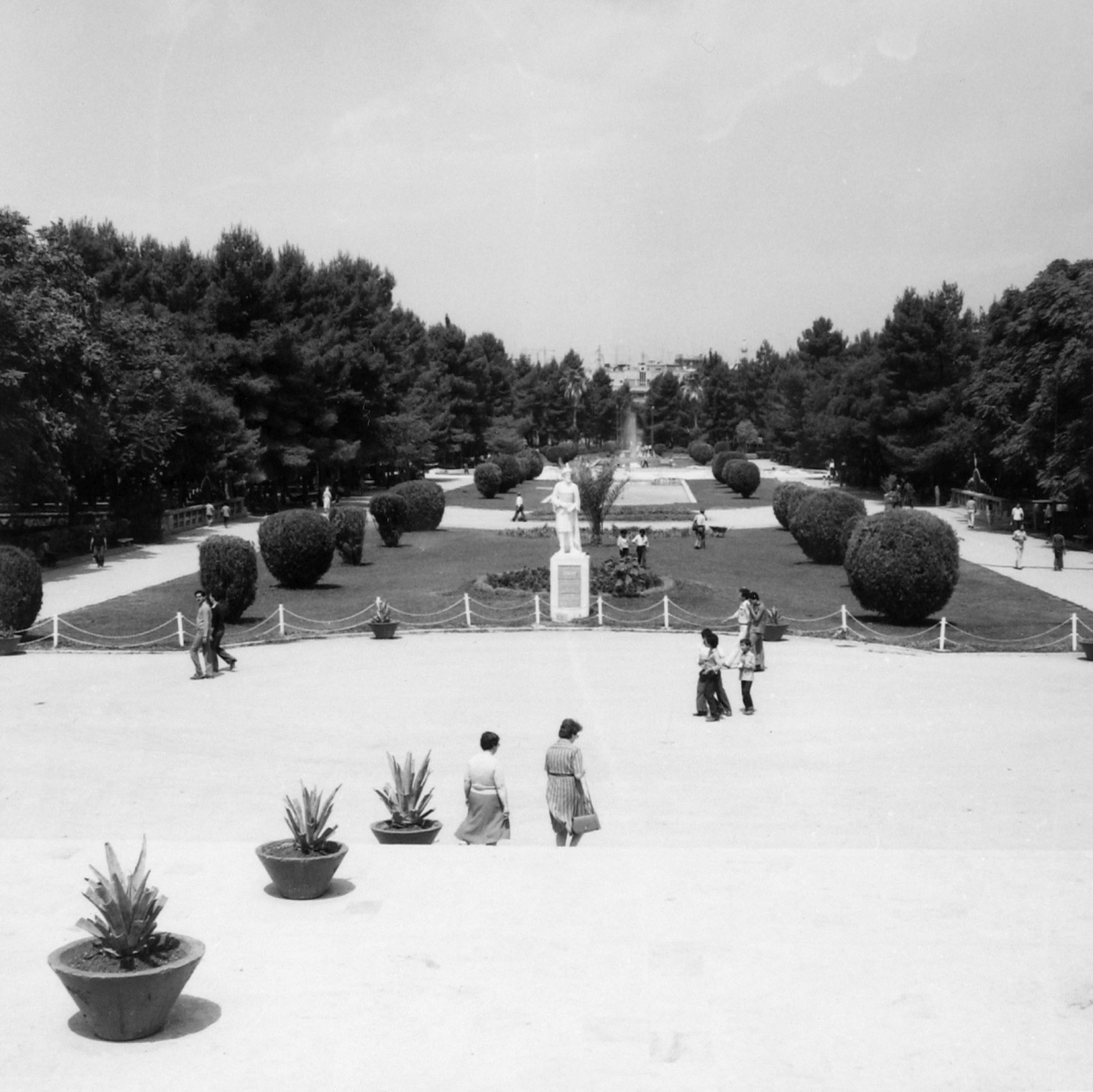
Le jardin en 1983.

Le jardin public d'Alep, ouvert par la municipalité d'Alep en 1949, est réputé pour ses statues de sculpteurs syriens. Ainsi celle de l'émir Sayf al-Dawla (émir d'Alep au Xe siècle) se trouve à l'entrée principale du parc, tandis que celle du poète Khalil al-Hindawi (1906-1976) se trouve près des bassins du milieu.
De nouveaux bassins avec fontaines et jets d'eau sont installés en 2006.

## Galerie

Vue du jardin public en hiver 2011
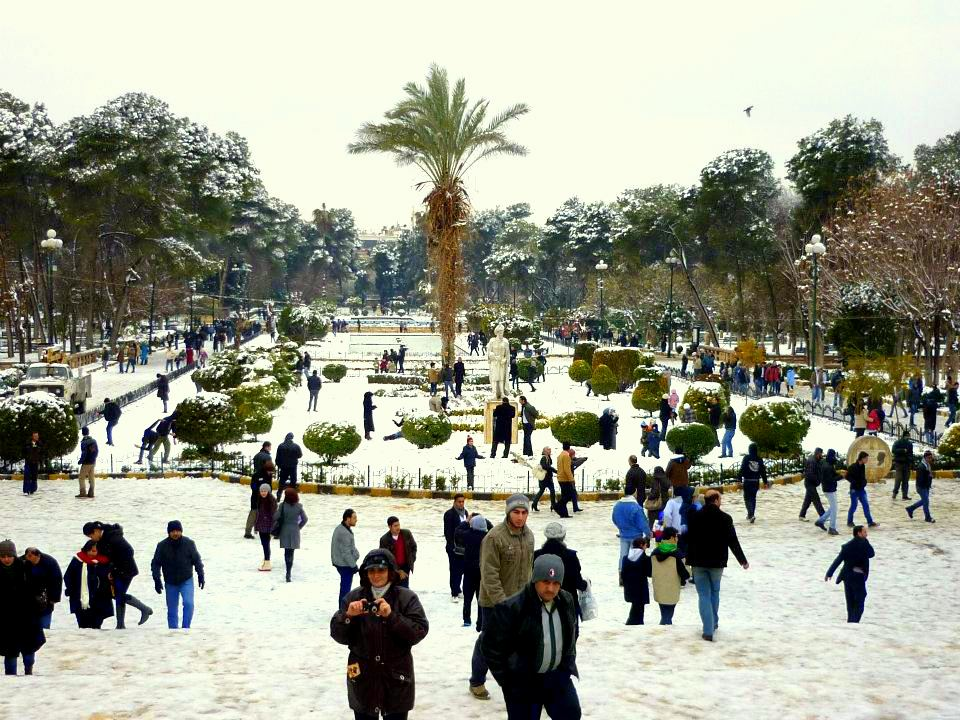
Vue du parc sous la neige en 2012
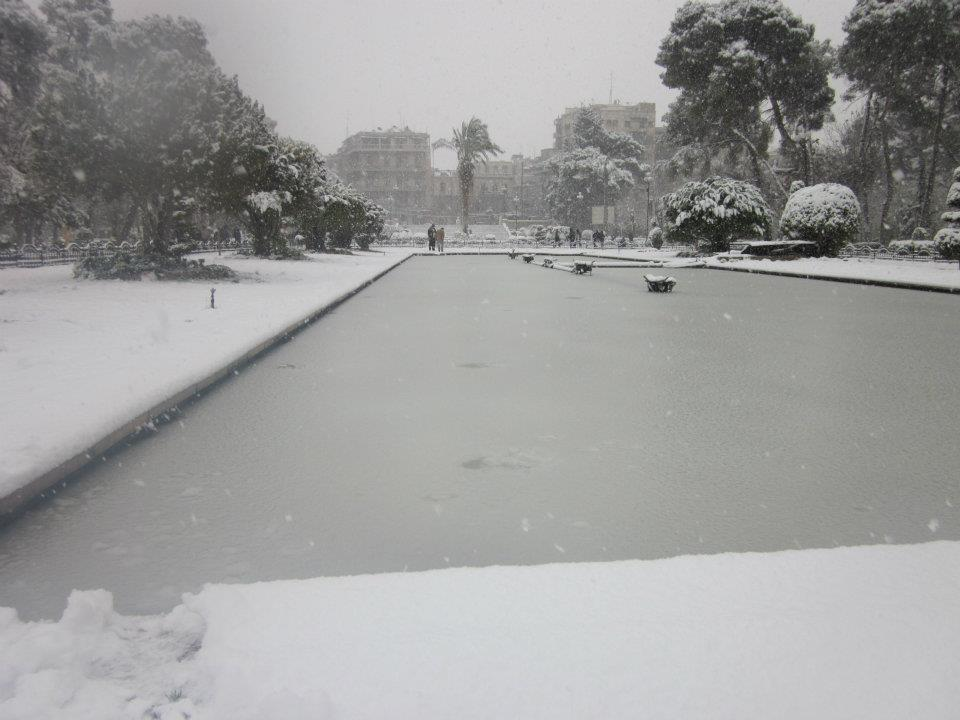
Vue du jardin public d'Alep en hiver avec de la neige
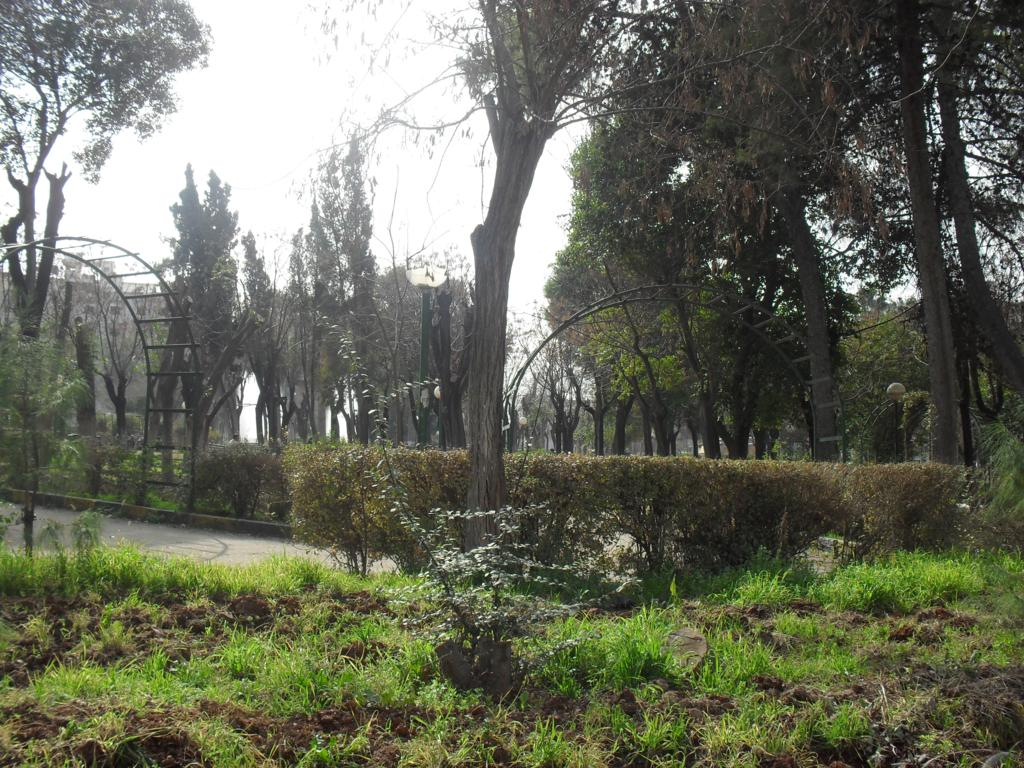
Vue du jardin public